# 桑珠曲顶寺
桑珠曲顶寺，位于西藏自治区日喀则地区日喀则市甲措雄乡，是一座藏传佛教寺院。

## 简介
桑珠曲顶寺位于日喀则市甲措雄乡，为藏传佛教寺院。
2008年3月，各工作组进驻各寺庙之后，一边开展法制宣传教育，一边筹资28万元人民币，帮助寺庙解决消防、安全、修缮等方面困难。例如为桑珠曲顶寺争取到15.6万元人民币，解决了该寺的消防及饮水问题。
2012年，该寺僧人拉巴扎西被评为西藏自治区爱国守法先进僧尼。